# Trasmettitore
Un trasmettitore, nelle telecomunicazioni, è un dispositivo elettronico in grado di trasmettere segnali a distanza, mediante l'emissione di segnali elettrici nel caso di trasmissioni elettriche cablate oppure onde elettromagnetiche ad alta frequenza modulate (radio e televisione), ultrasuoni o luce infrarossa nel caso di trasmissioni radio o via cavo (fibra ottica). Sul lato opposto in ricezione solitamente è posto un ricevitore.

## Componenti

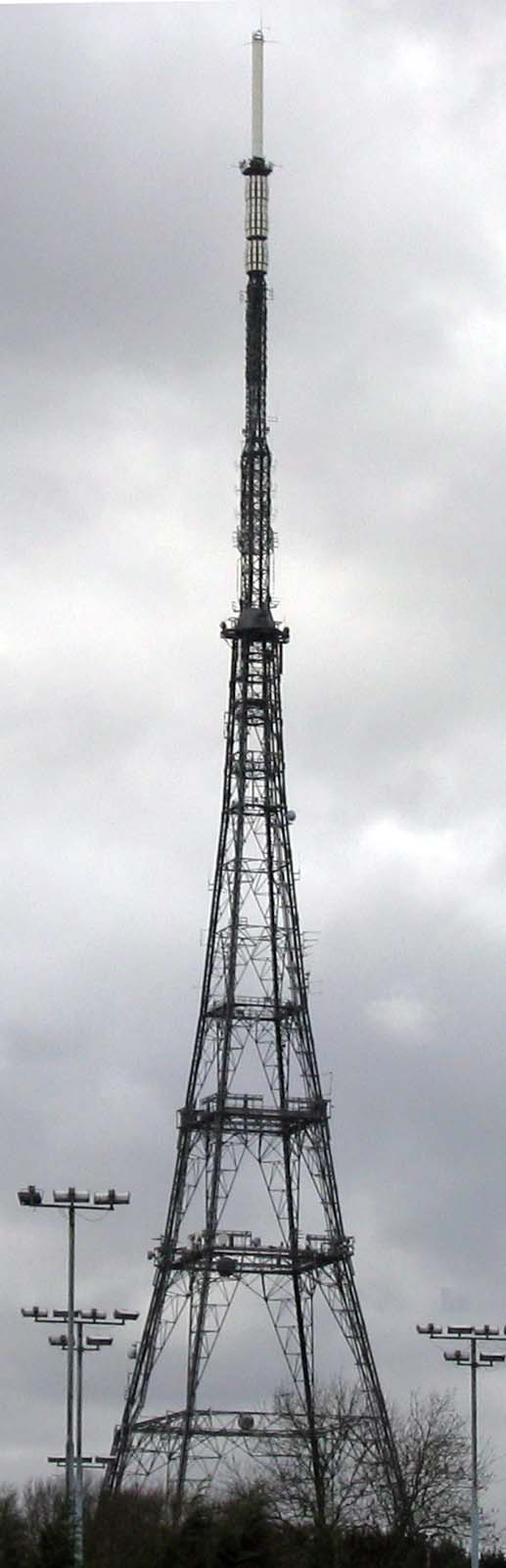
Antenna della stazione trasmittente Crystal Palace a Londra

### Antenna
L'antenna trasforma (trasduce) la portante (elettrica) in un'onda elettromagnetica atta ad essere irradiata nello spazio libero in una radiocomunicazione. I radiotrasmettitori adoperano antenne adatte e progettate per le frequenze su cui devono lavorare; l'antenna deve essere in grado anche di sopportare la potenza in watt del trasmettitore.

### Amplificatore
L'onda generata dall'oscillatore e modulata dal modulatore è debole se considerata relativamente alla potenza necessaria per la trasmissione, pertanto è necessario un ulteriore stadio amplificatore con caratteristiche adeguate alla frequenza della portante. Tale amplificazione si rende necessaria per ovviare all'attenuazione del segnale utile introdotta dal successivo canale di trasmissione. Tale amplificatore risulta particolarmente indicato nel sistema trasmittente piuttosto che nel ricevitore giacché in questo modo si va ad amplificare solo il segnale utile trasmesso e non l'eventuale rumore introdotto dal canale rumoroso con un guadagno quindi sul rapporto segnale/rumore. Un circuito di controllo automatico del guadagno è invece tipicamente messo in ricezione nei sistemi di radiocomunicazione per mantenere costante il livello di potenza del segnale elettromagnetico ricevuto.

### Filtri
Eventuali filtri possono essere messi in trasmissione per eliminare le componenti indesiderate di rumore e disturbi vari.

### Modulatore
Il modulatore serve a modulare l'onda portante in base al segnale informativo da trasmettere, sia esso un segnale voce analogico, sia esso un segnale digitale. In alcuni ricetrasmettitori come quelli che usano il modo di trasmissione CW questo stadio non è necessario. 
Il modulatore definisce anche il modo di trasmissione, i più comuni sono:
- AM
- FM
- SSB
- CW
- APRS

### Oscillatore Locale
L'oscillatore locale è indispensabile per generare l'onda portante, ovvero l'onda sulla quale viaggerà il segnale informativo vero e proprio, modulando l'onda portante. Nei radiotrasmettitori l'onda generata è sinusoidale e possiede una frequenza generalmente all'interno di una fascia da 100 kHz a 10 GHz.
Un oscillatore è un circuito elettronico che genera forme d'onda di frequenza, forma e ampiezza di molteplici tipi. Alcuni sono progettati per poterne variare frequenza, forma e ampiezza, nei circuiti più semplici vengono utilizzati dei potenziometri, nelle apparecchiature più complesse la variazione di questi parametri viene effettuata da circuiti logici o a microprocessore, i più moderni sono gestibili tramite computer.
Gli oscillatori possono dividersi in due principali categorie:
- Armonici o sinusoidali (o più propriamente quasi sinusoidali);
- A rilassamento o bloccati;

Gli oscillatori nella loro vastità sono impiegati in innumerevoli applicazioni che spaziano dalla temporizzazione di circuiti digitali e non, come ad esempio alla generazione di portanti per le telecomunicazioni, agli strumento di misura, elettromedicali.